# Tecno-brega
Le tecno-brega est une musique brésilienne venant du nord du pays, et plus précisément de Belém. Cette musique est souvent créée en remixant des chansons populaires et des musiques des années 1980. « Pur produit d'une région pauvre », c'est aussi « une revendication de la différence. »

## Caractéristiques
Le tecno-brega est une déclinaison de brega plus appréciée des jeunes brésiliens. Cette variante de brega reprend ou s'inspire des succès populaires avec une dose de rock, de pop, de samba, et de « musique robotique des années 1980. » Les danses sont plus acrobatiques. L'abondante production est très souvent reprise par les nombreux groupes locaux et DJ, et écoutée lors des fêtes ou encore les dimanches après-midi à la plage où les bregueiros et autres DJs installent une sono personnelle impressionnante alimentée généralement par un groupe électrogène ou simplement par des moyens plus banals comme les voitures suréquipées au niveau acoustique. Elle a aussi ses chanteurs, dont Gaby Amarantos.

## Production
Cette musique est en partie produite dans des studios de fortune, et peut être distribuée par des marchands ambulants qui font ces CD eux-mêmes sans trop se soucier de droit d'auteur.  